# Total War Saga: Thrones of Britannia
Total War Saga: Thrones of Britannia es un videojuego de estrategia desarrollado por The Creative Assembly y publicado por Sega, lanzado el 3 de mayo de 2018 para Microsoft Windows y el 24 de mayo de 2018 para MacOS. Es el duodécimo juego de la serie de videojuegos Total War.

## Argumento
El juego se desarrolla en las islas británicas, empezando en el año 878 d. C. Alfredo el Grande, rey de Wessex, ha conseguido frenar, tras la batalla de Edington, las invasiones vikingas, quienes habían levantado un gran ejército con la intención de conquistar Britania y vengar la muerte del legendario señor de la guerra vikingo Ragnar Lodbrok, ejecutado por el rey de Northumbria en 865 d. C. Aunque se firma la paz, los diferentes reyes de las islas se reaprovisionan y preparan, ya que tanto los vikingos, con sus asentamientos al norte y al este, como el crisol de reinos anglosajones, galeses y gaélicos, pronto volveran a la guerra.

## Sistema de juego
El sistema de diplomacia se encuentra basado, principalmente, en la política interior del reino, teniendo la necesidad de orquestar matrimonios, mantener el árbol genealógico y estar atentos a las demandas de los gobernadores, generales y demás líderes propios, ya que darle poca atención, o balancear demasiado la balanza hacia un lado, puede acabar en traiciones y rebeliones. Luego, la diplomacia exterior tiene pocas diferencias a otros videojuegos anteriores de la serie.

## Facciones
En Total War Saga: Thrones of Britannia, el jugador puede elegir entre las diez facciones disponibles, siendo dos por cada cultura existente; Circinn y Mide por los reinos gaélicos, Anglia Oriental y Northumbria por el gran ejército pagano, Gwynedd y Strat Clut por los reinos galeses, Mercia y Wessex por los reinos ingleses, y Dublín y Sudreyar por los reyes del mar. Cada una cuenta con su propia campaña.
Cada una tiene un perfil diferente, con fortalezas y debilidades propias basadas en el modelo real de las civilizaciones. Cada facción tiene también una unidad única y guerreros con nombres más o menos históricamente precisos.
| Facción         | Líder           | Bonificaciones de facción | Bonificaciones culturales | Ref(s) |
| --------------- | --------------- | --- | --- | ------ |
| Wessex          | Rey Alfredo     | - Witan: La asamblea nacional anglosajona se reúne para deliberar sobre el progreso y las nuevas propuestas que ataén al futuro de Wessex. - +5 EXP para generales por turno. - Fuerte infantería acorazada con espada y lanza, una impresionante y avanzada caballería. | - Fyrd: Soldados a tiempo parcial que se han comprometido a cambiar sus granjas por servicio militar cada año. Puede reclutar unidades de leva en función de asentamientos en posición. - +25% Aura del comandante (todos los personajes) - +6 Habilidad cuerpo a cuerpo para todas las unidades cuando estén defendiendo (todos los ejércitos).          | [ 6 ]  |
| Mercia          | Rey Ceolwulf    | - Tesoros: Los súbditos de Mercia esperan que se distribuyan las riquezas entre los nobles, el ejército y el pueblo. - +5 Moral de la unidad cuando el general está vivo. - Fuerte infantería acorazada con espada y lanza, una impresionante y avanzada caballería. | - Fyrd: Soldados a tiempo parcial que se han comprometido a cambiar sus granjas por servicio militar cada año. Puede reclutar unidades de leva en función de asentamientos en posición. - +25% Aura del comandante (todos los personajes) - +6 Habilidad cuerpo a cuerpo para todas las unidades cuando estén defendiendo (todos los ejércitos).          | [ 6 ]  |
| Gwynedd         | Rey Anaraut     | - Seguidores del general: bonificaciones mejoradas de los seguidores. - Sitios de batalla legendarios: Sigue los pasos de los héroes de antaño y comparte su gloria. Supera misiones para ocupar asentamientos o aliate con tus vecinos galeses. - Lanceros muy fuertes, buena infantería de proyectiles y arqueros excepcionales. | - Heroísmo: Gales es tierra de héroes. Consigue heroísmo al ganar batallas, poseer tierra galesa y subir generales de rango para conseguir bonificaciones. - +5 Suministros en territorio propio o aliado (todos los ejércitos) - +5 Moral de la unidad en regiones propias (todos los ejércitos)                                                         | [ 7 ]  |
| Strat Clut      | Rey Run         | - Control del mapa: Por definición, un reino con conexiones es más fuerte. Hazte con asentamientos aledaños para conseguir bonificaciones. - Captura asentamientos principales para poder aceptar nuevas misiones. - Caballería muy fuerte, buena infantería de proyectiles y arqueros excepcionales. | - Heroísmo: Gales es tierra de héroes. Consigue heroísmo al ganar batallas, poseer tierra galesa y subir generales de rango para conseguir bonificaciones. - +5 Suministros en territorio propio o aliado (todos los ejércitos) - +5 Moral de la unidad en regiones propias (todos los ejércitos)                                                         | [ 7 ]  |
| Circinn         | Rey Áed         | - Piedra del Destino: Cuentan las leyendas que la Piedra del Destino trae riquezas a su portador. Emprende una misión para encontrarla. - Tiene acceso a un edificio subterráneo único, que otorga inmunidad al desgaste en la nieve. - Infantería muy polifacética con buenos lanceros. Unidades de proyectiles muy fuertes y poderosas. Ballesteros excepcionales.                                                                                                | - Legitimidad: Silencia a aquellos que ponen en duda tu derecho divino a gobernar. Hazte con tierras culturales y defiende aliados para conseguir bonificaciones exclusivas. - +2 Lealtad. - +25% (iglesias) (todas las regiones). | [ 8 ]  |
| Mide            | Rey Flann Sinna | - Feria de Tailtiu: En la feria, cada año el pueblo celebra juegos, funerales e incluso contratos matrimoniales. Obtén bonificaciones diplomáticas con los aliados en eventos exclusivos. Asegúrate de tener fondos para poder celebrar la feria. - +10 Bonificación diplomática hacia todas las facciones irlandesas. - Excelente infantería con espada de nivel medo-alto que incluye infantería gallowglass exclusiva y una excepcional infantería con jabalina. | - Legitimidad: Silencia a aquellos que ponen en duda tu derecho divino a gobernar. Hazte con tierras culturales y defiende aliados para conseguir bonificaciones exclusivas. - +2 Lealtad. - +25% (iglesias) (todas las regiones). | [ 8 ]  |
| Anglia Oriental | Rey Guthrum     | - Voluntad de Guthrum: El rey de Danelaw recompensa a aquellos que asaltan y conquistan en su nombre. Consigue misiones para luchar y recompensas únicas por tu agresividad. - +5 Habilidades cuerpo a cuerpo para todas las unidades en territorio enemigo. - Fuerte infantería con hacha que se equilibra con otras unidades de infantería. Tiene acceso a berserkers y poderosos campeones anglos.                                                               | - Ingresos: +150% provenientes de asaltar y saquear. - La moral de esta facción mejora cuando la lucha contra sus odiados enemigos anglosajones (todos los ejércitos). - Nuestro rey: El rey de los danos en Britania debe elegir sus pasos con delicadeza para seguir en la cima. Encuentra el equilibrio entre complacer a los ingleses y a tus tropas. | [ 9 ]  |
| Northumbria     | Rey Guthfrid    | - Legado de Ragnar: El señor de la guerra vikingo Ragnar murió a manos de los anglosajones. ¡Venga su muerte! - -10% Cargo para todas las unidades (todos los ejércitos). - Fuerte infantería con hacha. Tiene acceso a los bersekers. Buena y equilibrada infantería que incluye a poderosos lanceros de Northumbria. | - Ingresos: +150% provenientes de asaltar y saquear. - La moral de esta facción mejora cuando la lucha contra sus odiados enemigos anglosajones (todos los ejércitos). - Nuestro rey: El rey de los danos en Britania debe elegir sus pasos con delicadeza para seguir en la cima. Encuentra el equilibrio entre complacer a los ingleses y a tus tropas. | [ 9 ]  |
| Dublín          | Rey Bardr       | - Comercio de esclavos: Para algunos, la posición de esclavos es algo intrínseco a su cultura. Consigue esclavos ganando batallas y asaltando, saqueando u ocupando asentamientos. Véndelos cada turno y mejora los ingresos al crear comerciantes de thralls. - -15% Coste de construcción (todas las regiones). - Fuerte infantería con hacha. Tiene acceso a los bersekers. Buena diversidad general de unidades y fuertes jabalineros.                          | - Expedición: El mundo está listo para que lo conquisten, envía tus barcos a ocupar nuevas tierras. - Tributo: Otros reinos pagan tributo como muestra de su sumisión. Recibe tributos de otras facciones para conseguir bonificaciones. - Inmune a los mareos y al desgaste por alta mar.                                                                | [ 10 ] |
| Sudreyar        | Rey Eirik Fálki | - Campo de la asamblea: Una asamblea de hombres libres y legisladores que deliberan sobre los asuntos del día. Envía al ejército a misiones para mantenerlo ocupado. - +5 Suministros en territorio extranjero (todos los ejércitos). - Fuerte infantería con hacha y espada. Tiene acceso a los bersekers y a unidades nórdicas. Buena diversidad de unidades, | - Expedición: El mundo está listo para que lo conquisten, envía tus barcos a ocupar nuevas tierras. - Tributo: Otros reinos pagan tributo como muestra de su sumisión. Recibe tributos de otras facciones para conseguir bonificaciones. - Inmune a los mareos y al desgaste por alta mar.                                                                | [ 10 ] |

1. ↑  No existe un registro confiable del líder vikingo de Sudreyar en el año 878 d. C., cuando comienza la campaña Thrones of Britannia. Por lo tanto, el rey Eirik Fálki es un personaje inventado, junto con su historia de fondo y motivaciones.

A continuación, se nombran todas las facciones del juego:
| Reinos gaélicos | Gran ejército vikingo | Reinos galeses                                                                                             | Reinos ingleses                                                                                                 | Reyes del mar vikingos                                                                        | Vikingos                                                                           |
| --- | --- | --- | --- | --------------------------------------------------------------------------------------------- | ---------------------------------------------------------------------------------- |
| - Ailech - Airer Goidel - Airgíalla - Athfochla - Brega - Breifne - Caisil - Circinn - Connacht - Desmuma - Fortriu - Iarmuma - Laigin - Mide - Osraige - Tuadmuma - Ulaid | - Bedeborg - Djurby - Anglia Oriental - Grantebru - Heimiliborg - Hellirborg - Holderness - Hylrborg - Jórvík - Ledeborg - Northumbria - Steinnborg - Veidrborg | - Brechinauc - Cornualles - Cumbra - Dewet - Gliswissig - Gwent - Gwynedd - Powis - Seisilwig - Strat Clut | - Cent - Defena - Dorset - Eastsexa - Hwicce - Mercia - Northleoda - Sussex - Wessex - Westernas - Westmoringas | - Dublín - Gallgoidel - Hlymrekr - Myrrborg - Orkneyar - Sudreyar - Vedrafjordr - Veisafjordr | - Danos - Dubgaill - Finngaill - Haeden - Nordmann - Normandos - Nórdicos - Wicing |

## Recepción y crítica
El juego ha recibido críticas mixtas a positivas. Tiene un puntaje agregado de 76 en Metacritic, lo que indica "revisiones generalmente favorables".
El juego ha sido criticado por su campaña eliminada y el combate roto en comparación con los juegos anteriores, y por la falta de variación entre las facciones.